# 函馆中华会馆

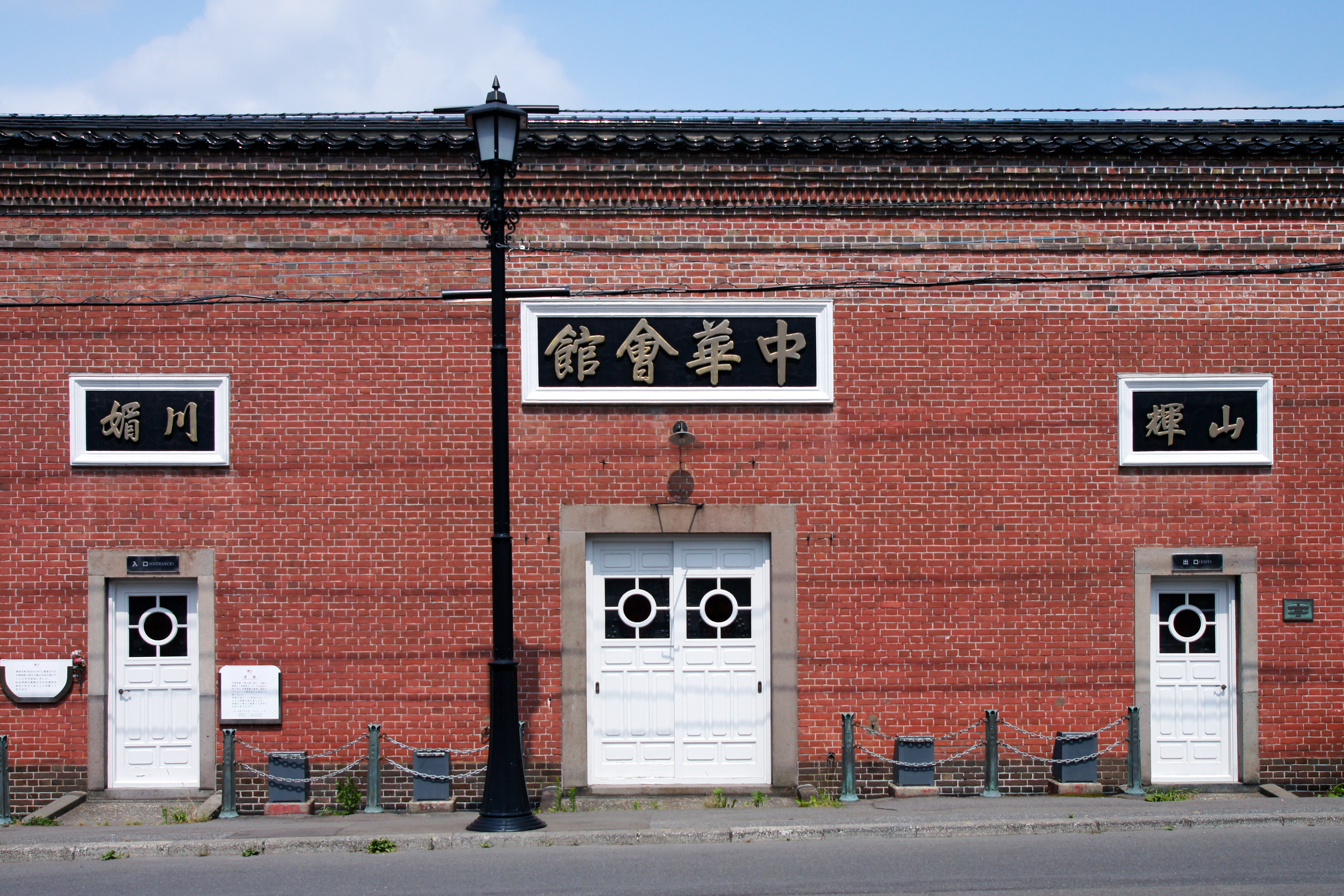
正面玄关

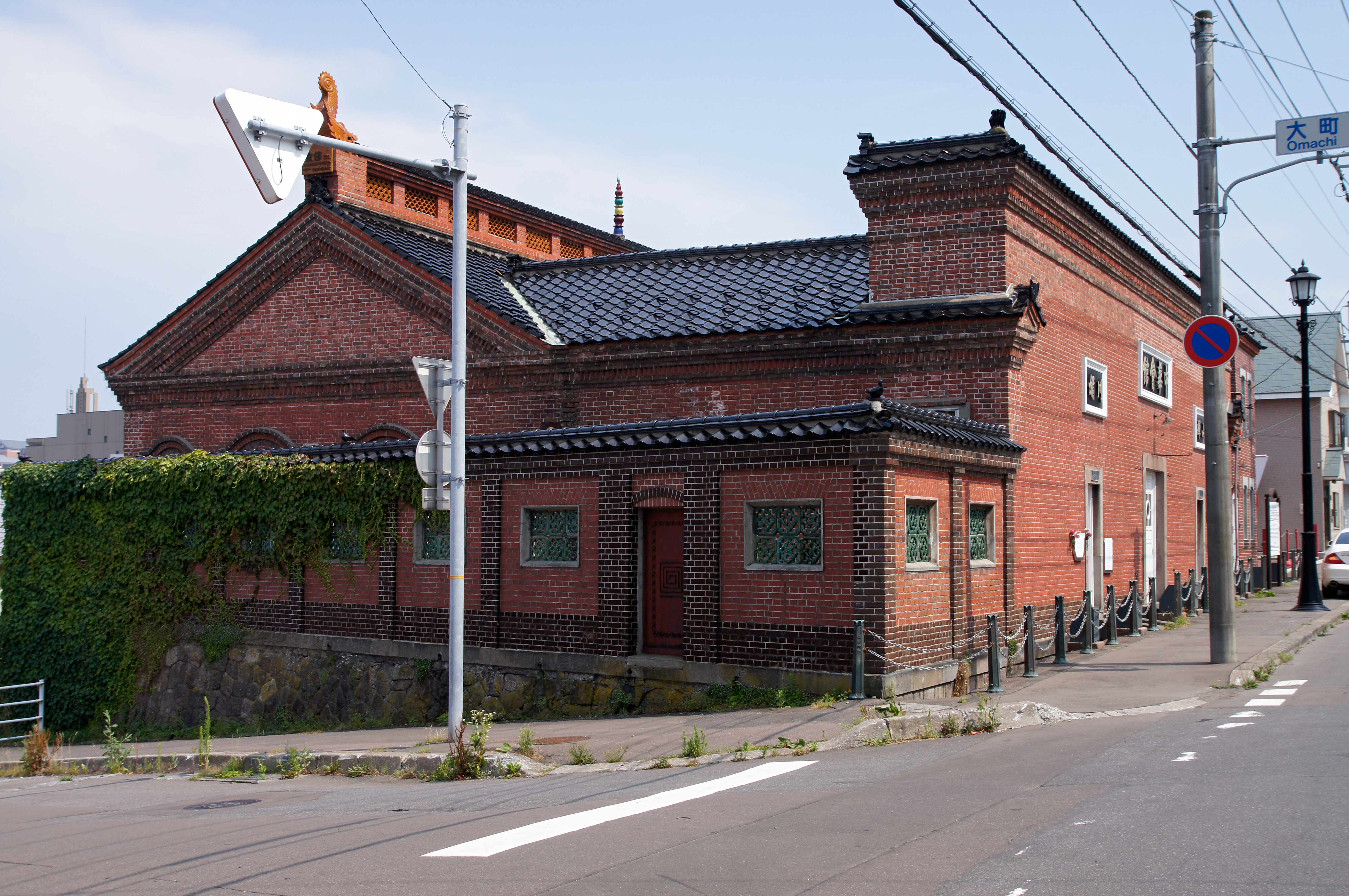
侧面

函馆中华会馆是一座位于日本北海道函馆市的道观，现在是关帝庙。

## 历史
1906年12月8日日本华人参照洋楼风格动工修建，次年遭遇大火，1910年正式完工。是日本唯一现存的清朝末期建筑物。外墙使用红砖，榫卯结构没有使用任何钉子。1982年至2004年曾对外开放，但因游客稀少和建筑老化以及中日关系恶化而关闭。